# Садове (Новопільська сільська громада)
Садове (до 2016 — Ле́ніна) — село в Україні, Криворізькому районі Дніпропетровської області. Орган місцевого самоврядування — Красівська сільська рада. Населення — 212 мешканців.

## Географія
Село Садове розташоване на правому березі Красінського водосховища, вище за течією на відстані 0,5 км розміщене село Красне. До села примикає великий масив садових ділянок.

## Історія
Виникло в ході злиття більш дрібних населених пунктів, в тому числі колишніх єврейських землеробських колоній Полтавці і Таганча.

## Населення

### Мова
Розподіл населення за рідною мовою за даними перепису 2001 року:
| Мова       | Відсоток |
| ---------- | -------- |
| українська | 87,3 %   |
| російська  | 10,8 %   |
| вірменська | 1,9 %    |